# Aime Kuulbusch
Aime Kuulbusch (* 10. Oktober 1942 in Pärnu) ist eine estnische Bildhauerin.

## Leben
Aime Kuulbusch schloss 1969 ihr Studium am Staatlichen Kunstinstitut der Estnischen SSR (estnisch ENSV Riiklik Kunstiinstituut) ab. Seit 1973 ist sie als freischaffende Bildhauerin tätig.
Aime Kuulbusch ist besonders für ihre Büsten, Reliefs und Denkmäler berühmter estnischer Persönlichkeiten bekannt geworden, unter anderem von Juhan Viiding (1976), Malle Leis (1979), Tiit Pääsuke (1982), Mart Saar (1982), Peeter Süda (1983), Cyrillus Kreek (1989), Paul Kondas (2007) sowie für ihre Auftragsportraits von wichtigen Wissenschaftlern der Technischen Universität Tallinn. Dort befindet sich auch das 2013 von ihr geschaffene Seebeck-Denkmal. Darüber hinaus schuf sie verschiedene Monumentalplastiken in Estland.
Prägend ist die klare, klassische Form ihrer Werke.
Für ihr künstlerisches Werk wurde Aime Kuulbusch u. a. 1983 mit dem Kristjan-Raud-Preis ausgezeichnet. 1984 erhielt sie den Titel „Verdiente Künstlerin der Estnischen SSR“.
Aime Kuulbusch war mit dem estnischen Bildhauer Ants Mölder (1939–2009) verheiratet.